# Fumarasa
La fumarasa (FH) o fumarato hidratasa (EC 4.2.1.2) es una enzima que cataliza la reacción reversible de hidratación/deshidratación del fumarato a L-malato.
La fumarasa pertenece a la familia de las liasas, específicamente a las hidroliasas, que rompen enlaces carbono-oxígeno.

## Rutas metabólicas
Esta enzima participa en tres rutas metabólicas: ciclo de Krebs, ciclo reductivo del ácido cítrico (fijación de CO2 o ciclo de Krebs inverso) y en el carcinoma de células renales.
La función de la fumarasa en el ciclo de Krebs es facilitar la producción de energía en la forma de NADH. En el citosol la enzima metaboliza fumarato, que es un producto secundario del ciclo de la urea y del catabolismo de los aminoácidos. Los estudios han revelado que el sitio activo está compuesto de residuos de aminoácidos de tres de las cuatro subunidades de la enzima tetramérica (clase II). Dos residuos catalíticos ácido-base potenciales son la His-188 y la Lys-324.

## Subtipos
La fumarasa se presenta en dos formas: mitocondrial y citosólica. La isoenzima mitocondrial está involucrada en el ciclo de Krebs y la isozima citosólica participa en el metabolismo de los aminoácidos y del fumarato. La localización celular mitocondrial se establece mediante la presencia de una secuencia señalizadora en el N-término, mientras que la localización citosólica se establece por la ausencia de esta señal.
Hay dos clases de fumarasas. La clasificación depende de la disposición de las subunidades, de sus requerimientos de cofactores metálicos y de su estabilidad térmica. Se distinguen dos clases:
- Clase I. Estas fumarasas son capaces de cambiar de estado o volverse inactivas cuando están sometidas al calor o a la radiación. Son sensibles al anión superóxido, son dependientes del ion Fe2+ y son proteínas diméricas de unos 120 kDa.

- Clase II. Estas fumarasas se encuentran en procariotas y eucariotas. Son enzimas tetraméricas de 200 kDa que contienen tres segmentos distintos de aminoácidos homólogos. Son también dependientes del hierro y son estables térmicamente.

Se sabe que los procariotas tienen tres formas diferentes de fumarasa: fumarasa A, fumarasa B y fumarasa C. La fumarasa C es parte de la clase II de fumarasas, mientras que la fumarasa A y la fumarasa B de la Escherichia coli son clasificadas como de clase I.

## Mecanismo

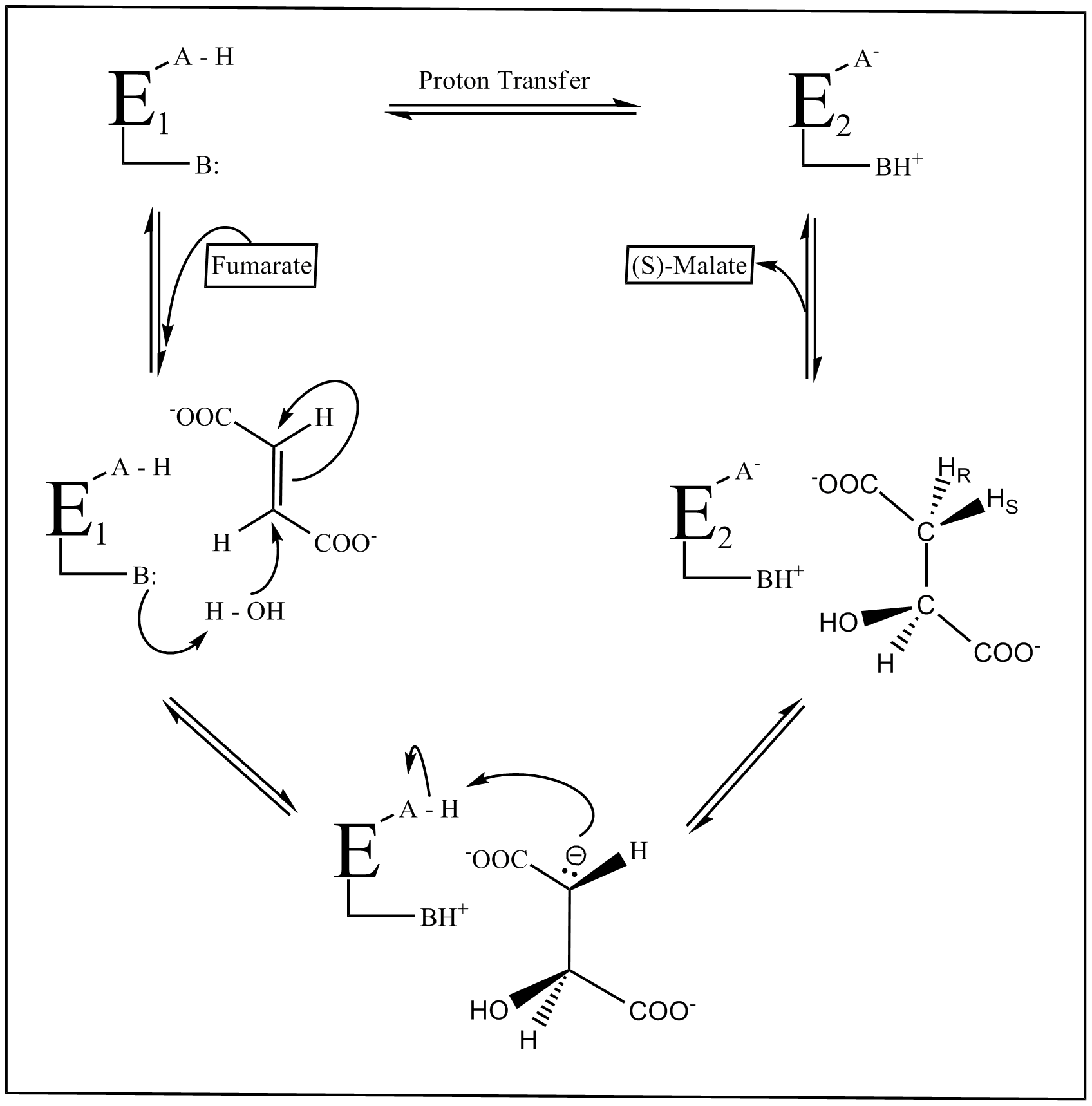
Figura 2. Conversión del fumarato a S-malato mediante un intermedio carbanión.

La figura 2 muestra el mecanismo de reacción de la fumarasa. Dos grupos ácido-base (A,B) catalizan la transferencia del protón, y el estado de ionización de esos grupos está en parte definido por dos formas de la enzima, E1 y E2. En la forma E1 los grupos existen en un estado internamente neutralizado (A-H / B:), mientras que en la forma E2 los grupos están en un estado zwitteriónico (A- / BH+). La forma E1 se une al fumarato y facilita su transformación en malato, y la forma E2 se une al malato y cataliza su transformación en fumarato. Las dos formas deben isomerizarse en cada ciclo catalítico.
A pesar de su importancia biológica, el mecanismo de la reacción de la fumarasa no se entiende completamente, particularmente la formación de fumarato desde S-malato debido al valor alto del pKa de uno de los hidrógenos del malato (HR de la figura 1) que es eliminado sin la necesidad de ningún cofactor o coenzima. En cambio, es más conocido el mecanismo de reacción desde el fumarato al S-malato. Involucra una hidratación estereoespecífica del fumarato para producir S-malato mediante la adición trans de un grupo hidroxilo y un átomo de hidrógeno.

## Estructura
Las estructuras cristalinas de la fumarasa C de la Escherichia coli han sido observadas y tienen ocupados los sitios de unión del dicarboxilato. Estos son conocidos como el sitio activo y el sitio B, identificándose los dos por tener áreas no ocupadas por un ligando unido. Esta estructura llamada estructura cristalina libre demuestra la conservación del agua del sitio activo. Una orientación similar ha sido descubierta en otras estructuras cristalinas de la fumarasa C. En la investigación cristalográfica del sitio B de la enzima se ha observado que hay un desplazamiento en la His-129. Esta información sugiere que el agua es un componente permanente del sitio activo. También sugiere que una conversión imidazol-imidazolium controla el acceso al sitio B alostérico.

## Relevancia clínica
La deficiencia en fumarasa se caracteriza por polihidramnios y anormalidades fetales en el cerebro. En los recién nacidos los síntomas incluyen anormalidades neurológicas severas, deficiencia en nutrición, falta de crecimiento e hipotonía. Los síntomas en los niños son anormalidades neurológicas severas con ausencia de una crisis metabólica aguda. La inactividad de las fumarasas citosólica y mitocondrial es la causa potencial. El incremento de concentración de ácido fumárico en la orina es muy indicativo de una deficiencia en fumarasa. A día de hoy está disponible una prueba genética que permite detectar la deficiencia en fumarasa.
La fumarasa es prevalente en los tejidos fetales y del adulto. Un largo porcentaje de la enzima se expresa en la piel, glándulas paratiróides, linfa y colon. Las mutaciones en la producción y desarrollo de la fumarasa han proporcionado el descubrimiento en los humanos de diversas enfermedades relacionadas con la fumarasa. Estas incluyen tumores benignos en las células madre mesenquimatosas del útero, mioma, carcinoma de células renales y deficiencia en fumarasa.